# Pala parte foho
Pala parte foho ist ein Dorf auf der südostasiatischen Insel Atauro, die zu Osttimor gehört. Auf Deutsch bedeutet der Name „Pala in den Bergen“ (wörtlich: Pala Teil Berg), im Gegensatz zu Pala parte tasi (Pala am Meer), der Ort Biqueli.
Pala parte foho liegt im Inselinneren im Süden der Aldeia Ilicnamo. Durch den Ort führt eine Straße, die in Nord-Süd-Richtung den Norden der Insel durchquert. Etwa anderthalb Kilometer westlich liegt der nächste Ort Arlo und etwas weiter nordwestlich das Dorf Ilidua Douro.